# Gilles Dorléac
Pour les articles homonymes, voir Dorléac.
Gilles Dorléac est un auteur-compositeur-interprète français né en 1951. Il est reconnu pour ses titres J'en aime une autre sorti en 1982, ou encore J'hallucine sorti en 1987. Il coécrit avec Pierre Delanoé et Jean-Pierre Bourtayre le titre Il nous faut vivre qui était initialement prévu pour représenter le Luxembourg au Concours Eurovision de la chanson en 1983.

## Discographie
- 1982 : J'en aime une autre
- 1983 : Les mots cruels avec Jean Musy
- 1983 : Les crabes
- 1987 : J'hallucine
- 1987 : Je suis bien dans ta peau